# Świerczyna (gmina Opoczno)
Świerczyna – wieś w Polsce położona w województwie łódzkim, w powiecie opoczyńskim, w gminie Opoczno.
Znajduje się tu stacja kolejowa Opoczno Południe, położona na Centralnej Magistrali Kolejowej (CMK).
W latach 1975–1998 miejscowość administracyjnie należała do województwa piotrkowskiego.
Wierni kościoła rzymskokatolickiego należą do parafii Podwyższenia Krzyża Świętego w Opocznie.